# أدفانس وير 2: بلاك هول ريزينغ
أدفانس وير 2: بلاك هول ريزينغ هي لعبة فيديو من نوع استراتيجية الوقت الحقيقي وقد أضافت هذه اللعبة دبابات وطائرات و سفن حربية جديدة ونمط قصة جديد مع المحافظة على نفس أسلوب اللعب في الجزء الأول.

## تقييم لعبة
| استقبال |                                 |
| --- | ------------------------------- |
| مجموع النقاط المجموع نقاط ميتاكريتيك 89/100 [ 2 ] نتائج المراجعة نشرة نقاط إدج 8/10 [ 3 ] إلكترونك غيمينغ مونثلي 8.17/10 [ 4 ] يورو غيمر (Standalone) 9/10 (Rehash) 6/10 [ 5 ] غيم إنفورمر 9.25/10 [ 6 ] غيم برو [ 7 ] غيم سبوت 9.1/10 [ 8 ] غيم سباي [ 9 ] غيم زون 9.2/10 [ 10 ] آي جي إن 9/10 [ 11 ] نينتندو باور 4.6/5 [ 12 ] ذا فيليج فويس 8/10 [ 13 ] |                                 |
| مجموع النقاط |                                 |
| المجموع | نقاط                            |
| ميتاكريتيك | 89/100                          |
| نتائج المراجعة |                                 |
| نشرة | نقاط                            |
| إدج | 8/10                            |
| إلكترونك غيمينغ مونثلي | 8.17/10                         |
| يورو غيمر | (Standalone) 9/10 (Rehash) 6/10 |
| غيم إنفورمر | 9.25/10                         |
| غيم برو | [ 7 ]                           |
| غيم سبوت | 9.1/10                          |
| غيم سباي | [ 9 ]                           |
| غيم زون | 9.2/10                          |
| آي جي إن | 9/10                            |
| نينتندو باور | 4.6/5                           |
| ذا فيليج فويس | 8/10                            |